# ذا غراند
ذا غراند هو فيلم من نوع كوميديا أُصدر في 2007. الفيلم من توزيع Anchor Bay Entertainment ‏، وهو من إخراج وسيناريو زاك بين.

## القصة
قصة الفيلم الرئيسية حول القمار.

## طاقم التمثيل
- كريس بارنيل
- توم ليستر الابن
- مايكل مكيان
- وودي هارلسون
- هانك آزاريا
- راي رومانو
- شانون إليزابيث
- جودي جرير
- شيريل هاينز
- إستيل هاريس
- جيسون الكسندر
- مايك إيبس
- بريت راتنر
- دنيس فارينا
- ديفيد كروس
- فرنر هرتزوغ
- ريتشارد كيند
- أندريا سافيج
- K. D. Aubert [الإنجليزية]‏
- آفي آراد
- باري كوربن
- Gabe Kaplan [الإنجليزية]‏

## الإنتاج
موسيقى الفيلم التصويرية كانت من تأليف Stephen Endelman ‏.

## وصلات خارجية
- ذا غراند على موقع IMDb (الإنجليزية)
- ذا غراند على موقع ميتاكريتيك (الإنجليزية)
- ذا غراند على موقع روتن توميتوز (الإنجليزية)
- ذا غراند على موقع نتفليكس (الإنجليزية)
- ذا غراند على موقع ألو سيني (الفرنسية)
- ذا غراند على موقع Turner Classic Movies (الإنجليزية)
- ذا غراند على موقع أول موفي (الإنجليزية)
- ذا غراند على موقع قاعدة بيانات الفيلم (الإنجليزية)
- ذا غراند على موقع ليتربوكسد (الإنجليزية)
- ذا غراند على موقع كينوبويسك (الروسية)